# Envergadura

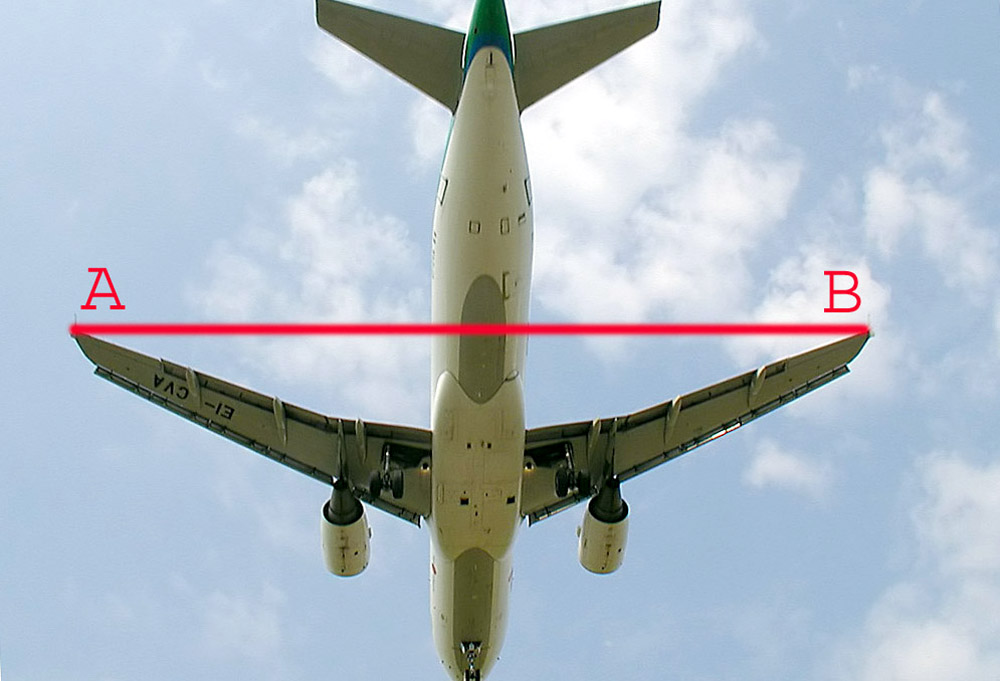
L'envergadura de l'avió és la distància entre els punts A i B d'un Airbus A320 d'Aer Lingus.

L'envergadura d'un avió o ocell és la distància entre els extrems alars (amb les ales esteses al màxim en el cas d'animals voladors). També pot fer referència a l'ample de la vela major d'un veler.

## Envergadures de rècord

### Envergadures més grans
- Avions: Hughes H-4 Hercules Spruce Goose - 97,54 metres[2]
- Ocells: Albatros viatger 3,63 m[3]
- Ratpenats: Guineu voladora - 2 m[4]

### Envergadures més curtes
- Ocells: Colibrí de Helen - 6,5 cm
- Ratpenats: craseonicteri de nas porcí - 16 cm[4]